# 富山外郭環状道路
富山外郭環状道路（とやまがいかくかんじょうどうろ）は、富山県富山市の環状ネットワーク形成のため計画された延長約40 kmの路線で、地域高規格道路の計画路線に指定されている。

## 沿革
- 1994年12月16日: 地域高規格道路候補路線に指定
- 1998年6月16日: 地域高規格道路計画路線指定
- 2006年3月31日: 神通川右岸から常願寺川左岸の区間6 kmが調査区間に指定

## 構成する道路
- 国道8号富山高岡バイパス